# (32893) van der Waals
(32893) van der Waals  es un asteroide perteneciente al cinturón de asteroides, descubierto el 9 de marzo de 1994 por Eric Walter Elst desde el Observatorio de Caussols, en Francia.

## Designación y nombre
van der Waals se designó inicialmente como 1994 EM6.
Más adelante fue nombrado en honor al físico holandés Johannes van der Waals (1837-1923).

## Características orbitales
van der Waals orbita a una distancia media del Sol de 2,7678 ua, pudiendo acercarse hasta 2,4531 ua y alejarse hasta 3,0826 ua. Tiene una excentricidad de 0,1137 y una inclinación orbital de 17,7551° grados. Emplea en completar una órbita alrededor del Sol 1681 días.

## Características físicas
Su magnitud absoluta es 13,5. Tiene 6,984 km de diámetro. Su albedo se estima en 0,173.